# Rowdy Gaines
Rowdy Gaines (n. 17 februarie 1959, Winter Haven⁠(d), Florida, SUA) este un înotător ce a reprezentat Statele Unite ale Americii, medaliat olimpic. A participat la o ediție a Jocurilor Olimpice (1984) în care a câștigat 4 medalii de aur.